# 由利本荘市立子吉小学校
由利本荘市立子吉小学校（ゆりほんじょうしりつこよししょうがっこう）は、秋田県由利本荘市にある公立小学校。

## 概要
1974年（明治７年）に子吉北小学校と子吉南小学校が開校。1882年（明治15年）に子吉小学校と改称、1888年（明治20年）に埋田尋常小学校と改称、1895年（明治28年）に子吉尋常小学校と改称、1901年（明治34年）に子吉尋常高等小学校と改称、1941年（昭和16年）に子吉村立子吉国民学校と改称、1947年（昭和22年）に子吉村立子吉小学校と改称、1954年（昭和29年）に市制施行により、本荘市立子吉小学校と改称、2005年（平成17年）に市町村合併により由利本荘市立子吉小学校と改称。2026年（令和8年）に生徒減少により閉校となり、本校と由利本荘市立小友小学校、由利本荘市立尾崎小学校の一部が統合し、由利本荘市立本荘東小学校として生まれ変わる。

## 沿革
公式のホームページより引用。
- 1874年（明治7年）4月5日 - 子吉北小学校（藤崎）と子吉南小学校（宮内）が創立する。
- 1875年（明治8年）- 子吉南小学校を葛法に移す。
- 1882年（明治15年）7月 - 校名を子吉小学校と改称し、葛法に分校を置く。
- 1888年（明治20年）- 校名を埋田尋常小学校と改称する。
- 1895年（明治28年）- 校名を子吉尋常小学校と改称する。
- 1901年（明治34年）- 校名を子吉尋常高等小学校と改称し、高等科を併置する。
- 1941年（昭和16年）4月1日 - 校名を子吉村立子吉国民学校と改称する。
- 1947年（昭和22年）4月1日 - 校名を子吉村立子吉小学校と改称する。
- 1954年（昭和29年）3月31日 - 市制施行により、校名を本荘市立子吉小学校と改称する。
- 1962年（昭和37年）9月18日 - 学校給食を開始する。
- 1964年（昭和39年）9月8日 - 創立90周年記念式典挙行。
- 1966年（昭和41年）9月7日- 秋田県教育委員会指定、道徳教育公開研究会を行う。
- 1969年（昭和44年）7月7日 - 葛法分校を廃校とし、本校に統合する。子吉プールを竣工する。
- 1970年（昭和45年）10月22日 - 子ども協同組合が「大蔵大臣・日銀総裁賞」を受賞する。
- 1973年（昭和48年）4月18日 - 創意工夫育成功労学校として、「科学技術庁長官賞」を受賞する。
- 1974年（昭和49年）9月5日 - 創立100周年記念式典を行う。
- 1980年（昭和55年）
  - 8月21日 - 新校舎が竣工。埋田校舎から現在地に移転し、授業を開始。
  - 9月8日 - 新校舎竣工式挙行。
  - 10月15日 - 子ども信用協同組合が「大蔵大臣・日銀総裁賞」を受賞する。
- 1982年（昭和57年）- 秋田県学校環境緑化コンクールで「秋田営林局長賞」を受賞する。
- 1983年（昭和58年）- 秋田県学校環境緑化コンクールで「秋田県教育委員会教育長賞」を受賞する。
- 1986年（昭和61年）8月19日 - 「齋藤六三郎賞」を受賞する。（算数の評価研究）
- 1987年（昭和62年）5月15日 - 秋田県学校緑化コンクールで，「森林組合長賞」を受賞する。
- 1988年（昭和63年）- 旧子吉小学校校歌の歌碑を正乗寺に建立し、建設記念式典を行う。
- 1994年（平成6年）
  - 1月31日 - 校舎3教室を増築する。
  - 11月20日 - 創立120周年記念式典を行う。
- 1995年（平成7年）10月17日- 子ども銀行が「大蔵大臣・日銀総裁賞」を受賞する。
- 1999年（平成11年）- ふるさと子どもドリーム支援事業により，広場・菜園を整備する。
- 2002年（平成14年）- 文部科学省より「学力向上フロンティアスクール」の指定を受ける。
- 2003年（平成15年）- 「齋藤六三郎賞」を受賞する。（学習指導…少人数学習）
- 2004年（平成16年）- 学力向上フロンティアスクール公開授業研究会兼本荘西目区指定公開授業研究会を行う。
- 2005年（平成17年）- 市町合併により校名を由利本荘市立子吉小学校と改称する。
- 2008年（平成20年）- 青少年善行賞（日本善行会）を受賞する。
- 2009年（平成21年）- 本荘由利学校保健会保健活動実践優秀校を受賞する。
- 2010年（平成22年）- 体育館耐震改修工事を行う。
- 2011年（平成23年）- 校舎耐震改修工事ならびに校舎棟の大規模改修を行う。
- 2014年（平成26年）10月25日 - 創立140周年記念ふるさとふれあいフェスティバルを行う[3]。
- 2016年（平成28年）- 人権啓発活動事業「人権の花」運動実践候の指定を受ける。
- 2017年（平成29年）- 赤い羽根公募助成事業に認定され、「人権の花」運動を継続する。
- 2020年（令和2年）- 人権啓発活動事業「人権の花」運動実践候の指定を受ける。
- 2022年（令和4年）- 本荘由利学校保健会保健活動実践優秀校を受賞する。
- 2025年（令和7年）
  - 5月17日 - 創立150周年＆閉校記念大運動会開催[4][5]。
- 2026年（令和8年）
  - 3月31日 - 閉校。
  - 4月1日 - 本校と由利本荘市立小友小学校、由利本荘市立尾崎小学校の一部が統合し、由利本荘市立本荘東小学校として生まれ変わる[1]。

## 校歌
作詞：光山千亮、作曲：田口洋、編曲：渡辺清一

## 児童数・学級数
| 年度                      | 男子 | 女子 | 計  | 増減 | 学級数 | 増減 | 備考           | 出典        |
| ------------------------- | ---- | ---- | --- | ---- | ------ | ---- | -------------- | ----------- |
| 1999（平成11）年度        | 117  | 112  | 239 |      | 6      |      |                | [ 8 ] [ 9 ] |
| 2000（平成12）年度        | 不明 | 不明 | 230 | -9   | 6      | 0    |                | [ 10 ]      |
| 2001（平成13）年度        | 113  | 108  | 221 | -9   | 7      | +1   |                | [ 11 ]      |
| 2002（平成14）年度        | 109  | 108  | 217 | -4   | 6      | -1   |                | [ 12 ]      |
| 2003（平成15）年度        | 117  | 93   | 210 | -7   | 6      | 0    |                | [ 13 ]      |
| 2004（平成16）年度        | 108  | 97   | 205 | -5   | 7      | +1   | 創立130周年    | [ 14 ]      |
| 2005（平成17）年度        | 97   | 91   | 188 | -17  | 7      | 0    | 由利本荘市誕生 | [ 15 ]      |
| 2006（平成18）年度        | 101  | 89   | 190 | +2   | 7      | 0    |                | [ 16 ]      |
| 2007（平成19）年度        | 98   | 92   | 190 | 0    | 8      | +1   |                | [ 17 ]      |
| 2008（平成20）年度        | 95   | 100  | 195 | +5   | 8      | 0    |                | [ 18 ]      |
| 2009（平成21）年度        | 96   | 95   | 191 | -4   | 8      | 0    |                | [ 19 ]      |
| 2010（平成22）年度        | 93   | 86   | 179 | -12  | 8      | 0    |                | [ 20 ]      |
| 2011（平成23）年度        | 88   | 89   | 177 | -2   | 7      | -1   |                | [ 21 ]      |
| 2012（平成24）年度        | 85   | 83   | 168 | -9   | 7      | 0    |                | [ 22 ]      |
| 2013（平成25）年度        | 82   | 87   | 169 | +1   | 8      | +1   |                | [ 23 ]      |
| 2014（平成26）年度        | 83   | 86   | 169 | 0    | 8      | 0    | 創立140周年    | [ 24 ]      |
| 2015（平成27）年度        | 75   | 84   | 159 | -10  | 8      | 0    |                | [ 25 ]      |
| 2016（平成28）年度        | 87   | 94   | 181 | +22  | 9      | +1   |                | [ 26 ]      |
| 2017（平成29）年度        | 97   | 95   | 192 | +9   | 9      | 0    |                | [ 27 ]      |
| 2018（平成30）年度        | 92   | 97   | 189 | -3   | 8      | -1   |                | [ 28 ]      |
| 2019（平成31/令和元）年度 | 97   | 89   | 186 | -3   | 8      | 0    |                | [ 29 ]      |
| 2020（令和2）年度         | 99   | 89   | 188 | +2   | 8      | 0    |                | [ 30 ]      |
| 2021（令和3）年度         | 91   | 87   | 178 | -10  | 9      | +1   |                | [ 31 ]      |
| 2022（令和4）年度         | 85   | 79   | 164 | -14  | 9      | 0    |                | [ 32 ]      |
| 2023（令和5）年度         | 87   | 84   | 171 | +7   | 9      | 0    |                | [ 33 ]      |
| 2024（令和6）年度         | 86   | 89   | 175 | +4   | 8      | -1   | 創立150周年    | [ 34 ]      |
| 2025（令和7）年度         | 81   | 85   | 166 | -9   | 8      | 0    | 閉校           |             |

## 通学区域
薬師堂、埋田、宮内、玉ノ池、葛法、船岡、藤崎